# HD 122675
HD 122675，又名BD+46 1922，SAO 44858、HR 5271，是一颗恒星，视星等为6.27，位于銀經90.56，銀緯66.67，其B1900.0坐标为赤經13h 58m 13.8s，赤緯+46° 66.67′ 15″。